# Chemie und Liebe
Chemie und Liebe ist der erste Science-Fiction-Film der DEFA aus dem Jahr 1948, gedreht von Arthur Maria Rabenalt  in Schwarzweiß. Die antikapitalistische Komödie geht zurück auf ein Stück des Filmtheoretikers Béla Balázs. In den Hauptrollen sind Hans Nielsen, Tilly Lauenstein und Ralph Lothar besetzt. 

## Handlung
Die Ernährung der Menschen ist nach dem Krieg ein unmittelbar drängendes Problem. Der Chemiker Dr. Alland hat eine sensationelle Erfindung gemacht hat: Er kann das pflanzliche Ausgangsmaterial – Gras oder Moos – auf direktem Wege in Butter verwandeln, ohne dabei Kühe zu benötigen, die erst Milch produzieren. Mehrere hübsche Damen machen sich an den Erfinder heran, um diese profitversprechende Neuerung jeweils für ihren Konzern an Land zu ziehen. Nach einigen Irrungen und Wirrungen begreift Dr. Alland, dass all diese Damen nur am Geld und nicht an ihm interessiert sind, erkennt in seiner Assistentin seine wahre Liebe und verlässt das Land.

## Hintergrund
Der Film entstand im Atelier Berlin-Johannisthal mit Außenaufnahmen vom dortigen Außengelände. Für die Bauten waren Emil Hasler und Walter Kutz zuständig. Das fiktive Land, in dem die Handlung spielt, trägt den sprechenden Namen „Kapitalia“.
Spätere DEFA-Produktionen im Bereich SF sind Der schweigende Stern von 1960, Signale – Ein Weltraumabenteuer von 1970, Eolomea von 1972 und Im Staub der Sterne von 1976.

## Kritik
Filmreporter.de führte aus: Chemie und Liebe zeige „satirisch die Schwächen und Fehler des kapitalistischen Systems, seine Auswüchse und Entartungserscheinungen“. Rabenalts Film habe seinerzeit als „utopisches Märchen“ gegolten. „Spielerisch“ zeige die Komödie „den Surrealismus im Werk des amerikanischen Schriftstellers Thornton Wilder und des französischen Dramatikers Jean Anouilh“ und bediene sich dabei der „kritischen Ironie“.
„… eine plumpe Kapitalismus-Groteske um das Buttermachen aus Gras…“
„Ein flottes antikapitalistisches Boulevardstück im Stil der Screwball Comedy.“
„Das Ganze ist eine überdrehte, groteske Antikapitalismus-Komödie…“